# Titus Antonius Claudius Alfenus Arignotus
Titus Antonius Claudius Alfenus Arignotus (altgriechisch Τιτος Αντωνιος Κλαυδιος Αλφηνος Αριγνωτος) war ein im 2. und 3. Jahrhundert n. Chr. lebender Angehöriger des römischen Ritterstandes (Eques). Durch eine Inschrift in griechischer Sprache, die in Thyatira gefunden wurde, sind einzelne Stationen seiner Laufbahn bekannt.

## Laufbahn
Arignotus stammte aus Thyatira und war in der Tribus Quirina eingeschrieben. Seine militärische Laufbahn bestand aus den für einen Angehörigen des Ritterstandes üblichen Tres militiae. Zunächst übernahm er als Präfekt (επαρχος) die Leitung der Cohors II Flavia Numidarum (σπειρας δευτερας Φλαουιας Νουμιδων), die in der Provinz Dacia inferior stationiert war. Darüber hinaus wurde ihm zusätzlich als Praepositus (πραιποσιτος) die Leitung der Cohors II Flavia Bessorum (σπειρας δευτερας Φλαουιας Βεσσων) übertragen, die in derselben Provinz stationiert war.
Danach wurde Arignotus als Tribun (Χιλιαρχος) Kommandeur der Cohors I Cilicum (σπειρας πρωτες Κιλικων), die in der Provinz Moesia inferior stationiert war. Darüber hinaus wurde ihm zusätzlich als Praepositus die Leitung der Cohors I Gaetulorum (σπειρας πρωτες Γαιτουλων) übertragen. Da die Cohors I Gaetulorum in Moesia inferior aber nicht belegt ist, handelt es sich vermutlich bei der σπειρας πρωτες Γαιτουλων um einen Fehler in der Inschrift und es ist stattdessen die Ala I Flavia Gaetulorum gemeint. Während seines Aufenthalts in der Provinz wurde er Curator (λογιστης) mehrerer Städte, darunter Tropaeum Traiani.
Als dritte Stufe übernahm er als Präfekt die Leitung der Ala II Flavia Agrippiana (ειλης δευτερας Φλαουιας Αγριππιανες), die in der Provinz Syria stationiert war. Darüber hinaus wurde ihm zusätzlich als Praepositus die Leitung einer Ala Singularium (ειλης σινγλαριων) übertragen, die in derselben Provinz stationiert war. Während seines Aufenthalts in der Provinz wurde er Curator (λογιστης) von Seleukia Pieria, Alexandria ad Issum und Rhossus.
Aus der Inschrift geht auch hervor, dass er für die Überwachung des Nachschubs im Hafen von Seleukia Pieria verantwortlich war; die zeitliche Einordnung dieser Tätigkeit ist aber umstritten (siehe unten).
Nach Beendigung seiner Militärkarriere zog er sich in seine Heimatstadt zurück, wo er noch mehrere Ämter übernahm; darunter war das Amt eines procurator Augusti arcae Livianae. Arignotus ließ in Thyatira Caracalla zu Ehren zwei Inschriften in griechischer Sprache errichten; eine der Inschriften ist auf 215 datiert. Die Inschrift mit seiner Laufbahn wurde ihm zu Ehren von den Färbern in Thyatira errichtet.

## Unterschiede
Hans-Georg Pflaum datiert die erste Stufe der Tres militiae auf das Jahr 175. Er nimmt an, dass Arignotus mit den beiden Kohorten von Dacia inferior in die Provinz Syria versetzt wurde, als Mark Aurel um 175 gegen den Usurpator Avidius Cassius vorging. Dort war er für die Überwachung des Nachschubs im Hafen von Seleukia Pieria verantwortlich. Die zweite Stufe seiner Tres militiae übte Arignotus in Moesia inferior während der letzten Jahre der Markomannenkriege aus. Danach wurde er für die dritte Stufe der Tres militiae ein weiteres Mal nach Syria versetzt.
Constantin C. Petolescu geht dagegen davon aus, dass Arignotus für die erste Stufe der Tres militiae in Dacia inferior war und dass er die Provinz in diesem Zeitraum nicht verlassen hat. Die zweite Stufe der Tres militiae in Moesia inferior datiert er auf die Zeit um 170, während es zu Einfällen der Kostoboken in die Provinz kam. Im Gegensatz zu Hans-Georg Pflaum nimmt Petolescu an, dass Arignotus die Aufgabe der Überwachung des Nachschubs im Hafen von Seleukia Pieria während der dritten Stufe seiner Tres militiae ausgeübt hat.
Die Lesung der Inschrift bzgl. der Bezeichnung seiner Tätigkeit im Hafen von Seleukia Pieria ist unsicher und umstritten. Bei Hans-Georg Pflaum ist als Lesung Επαρχον αννονης (siehe Praefectus annonae) angegeben, während Constantin C. Petolescu die Lesung Επιτροπος αννονης (Procurator annonae) bevorzugt. 